# MAN TGX

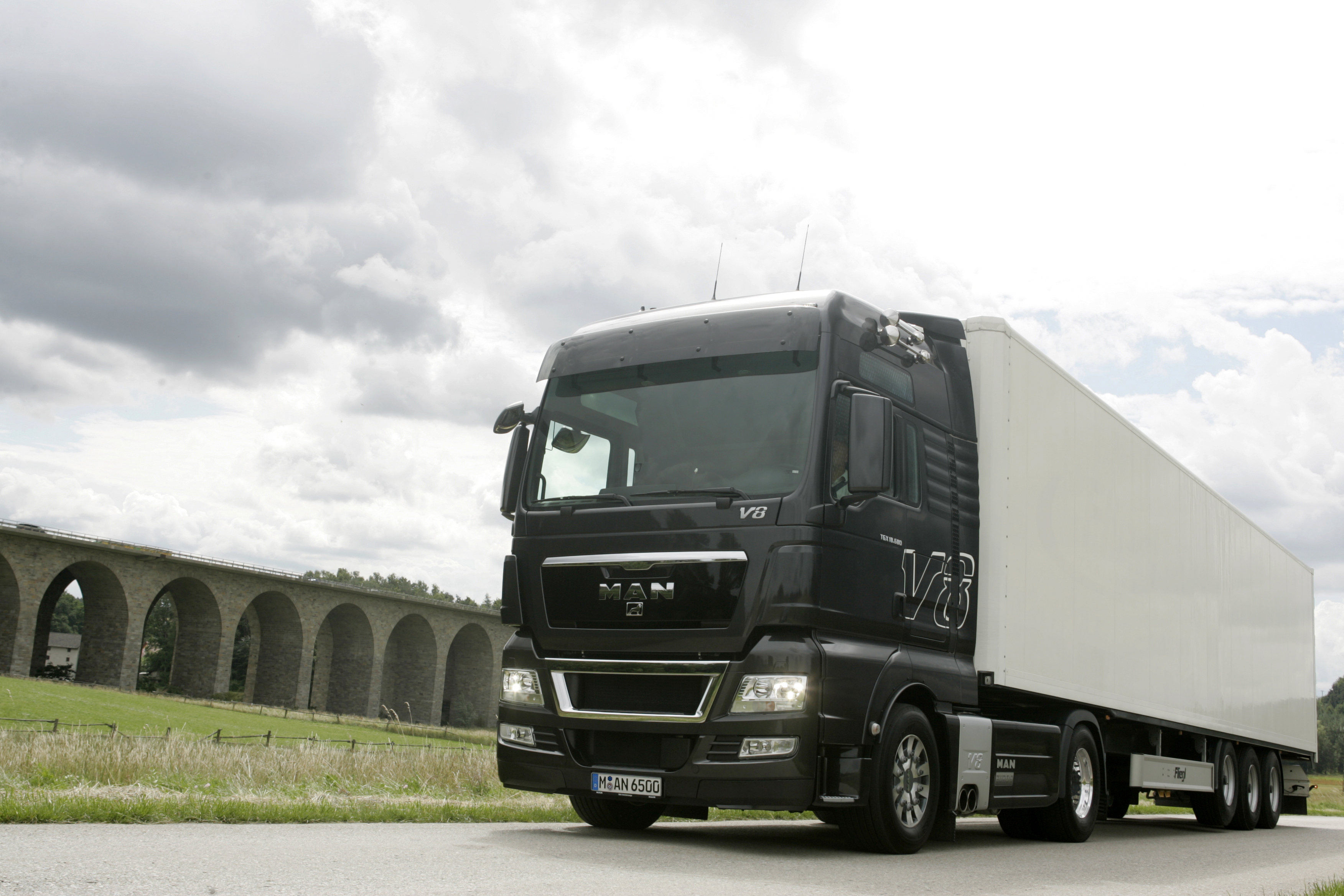
MAN TGX V8

De MAN TGX is een vrachtwagen type van het merk MAN.
TGX is het zwaarste type van MAN en richt zich vooral op het internationale transport en zwaar transport. Het model is leverbaar in drie type cabines. Het type heeft een laadvermogen tot 80 ton. In 2008 is MAN TGX verkozen tot Truck Of The Year 2008 op de AutoRai voor bedrijfswagens.
Tevens is de MAN TGX 18.400 XLX verkozen tot de meest milieuvriendelijke vrachtwagen in het jaar 2011.